# Ricardo Costa
Ricardo Miguel Moreira da Costa (Vila Nova de Gaia, Portugália, 1981. május 16. –) portugál labdarúgó, aki jelenleg a Tondela hátvédje. A portugál válogatott tagjaként ott volt a 2006-os és a 2010-es világbajnokságon, valamint a 2012-es Európa-bajnokságon.

## Pályafutása

### FC Porto
Costa a Boavista ifiakadémiáján nevelkedett, de 1999-ben átkerült az FC Porto B-csapatához. Az első csapatban éppen a Boavista ellen mutatkozott be, 2002-ben. A kezdőben sosem tudott állandó helyet szerezni magának Jorge Costa, Pedro Emanuel, Bruno Alves és Pepe mellett.

### Wolfsburg
Kevés játéklehetősége miatt 2007 júliusában átigazolt a német VfL Wolfsburghoz. Hároméves szerződést írt alá a klubbal. Az első meccsein elkövetett bizonytalanságai ellenére a szezon végére állandó kezdő lett, és csapatával végül kiharcolta az UEFA-kupa-indulást. 2009 nyarán úgy tűnt, a Real Zaragozához igazol, de a két csapat végül nem tudott megegyezni, ezért maradt a németeknél. Bár állandó tagja volt a csapatnak, 2010. január 28-án kölcsönadták a Lille-nek, ahol tíz bajnokin lépett pályára.

### Valencia
Costát 2010. május 17-én leigazolta a Valencia, négy évre írt alá a spanyolokkal. 2011. március 9-én megszerezte első gólját, egy Schalke 04 elleni Bajnokok Ligája-meccsen. Csapata végül 3–1-re kikapott és 4–2-es összesítéssel kiesett. Costa fontos tagja lett a csapatnak, a csapatkapitányi karszalagot is megkapta. Később azonban egy nyilatkozatában élesen bírálta a vezetőséget és néhány csapattársát, miután lecserélték egy Racing Santander elleni mérkőzés félidejében. Ezután kevesebb játéklehetőséget kapott.

## Válogatott
Costa korábban tagja volt az U21-es portugál válogatottnak, és az olimpiai csapatnak is, mellyel részt vett a 2004-es Olimpián. A felnőtt válogatottba 2005-ben hívták be először. Bekerült a 2006-os vb-re utazó keretbe, a tornán a németek elleni bronzmeccsen játszott.
Ezután körülbelül négy évig nem került be a válogatottba, de a 2010-es vb-re ismét behívták. Két mérkőzésen játszott, Brazília és Spanyolország ellen, utóbbi meccsen az utolsó percben piros lapot kapott, és három meccsre eltiltották. A 2012-es Eb-re is behívót kapott, de a tornán egyetlen mérkőzésen sem játszott.

## Sikerei, díjai
FC Porto
- Portugál bajnok (4): 2002–03, 2003–04, 2005–06, 2006–07
- Portugál kupa (2): 2004, 2006
- UEFA-kupa (1): 2003
- UEFA-bajnokok ligája (1): 2004
- Interkontinentális kupa (1): 2004

## Fordítás
- Ez a szócikk részben vagy egészben  a   Ricardo Costa (Portugese footballer) című angol Wikipédia-szócikk fordításán alapul.  Az eredeti cikk szerkesztőit annak laptörténete sorolja fel. Ez a jelzés csupán a megfogalmazás eredetét és a szerzői jogokat jelzi, nem szolgál a cikkben szereplő információk forrásmegjelöléseként.

## Külső hivatkozások
- Ricardo Costa adatlapja a ZeroZero-n[halott link]
- Ricardo Costa statisztikái a foradejogo.net-en Archiválva 2012. október 21-i dátummal a Wayback Machine-ben
- Ricardo Costa profilja a FussballDaten.de-n
- Ricardo Costa spanyolországi statisztikái
- Ricardo Costa válogatottbeli statisztikái a FIFA honlapján Archiválva 2012. november 12-i dátummal a Wayback Machine-ben
- Ricardo Costa statisztikái a 2010-es vb-n Archiválva 2012. május 10-i dátummal a Wayback Machine-ben
- Ricardo Costa adatlapja a TransferMarkt.de-n
- Ricardo Costa profilja a Valencia rajongói honlapján Archiválva 2014. augusztus 26-i dátummal a Wayback Machine-ben
- Ricardo Costa adatlapja a Valencia hivatalos weboldalán